# Copa Libertadores 2010
La Copa Libertadores 2010 va ser l'edició 51 del torneig. Hi participaren quaranta equips d'onze països: Argentina, Bolívia, Brasil, Xile, Colòmbia, Equador, Mèxic, Paraguai, Perú, Uruguai i Veneçuela.
El guanyador representà a l'Amèrica del Sud al Mundial de Clubs 2010 i obté un lloc a la Recopa contra el campió de la Copa Sudamericana 2010.

## Equips participants
| Argentina 5+1 equips           |  | Estudiantes Vélez Sarsfield Banfield Lanús Colón Newell's Old Boys          |  | Campió Copa Libertadores 2009 Campió del Torneig Clausura 2009 Campió del Torneig Apertura 2009 Major puntuatge acumulat de la temporada 2009 2n puntuatge acumulat de la temporada 2009 3r puntuatge acumulat de la temporada 2009 |
| Bolívia 3 equips               |  | Club Bolívar Blooming Real Potosí                                           |  | Campió del Torneo de Apertura 2009 Campió del Torneo de Clausura 2009 Guanyador de l'eliminatòria entre els subcampions de la temporada.                                                                                            |
| Brasil 5 equips                |  | Corinthians Flamengo Internacional São Paulo FC Cruzeiro                    |  | Campió del Campionat Brasiler de 2009 2n lloc del Campionat Brasiler de 2009 3r lloc del Campionat Brasiler de 2009 4t lloc del Campionat Brasiler de 2009 Campió de la Copa de Brasil 2009                                         |
| Xile 3 equips                  |  | Universidad de Chile Club Social y Deportivo Colo-Colo Universidad Católica |  | Campió del Torneo de Apertura 2009 Campió del Torneo de Clausura 2009 Subcampió del Torneo de Clausura 2009 |
| Colòmbia 3 equips              |  | Once Caldas Independiente Medellín Junior                                   |  | Campió del Apertura 2009 Campió del Finalización 2009 Major puntuatge acumulat de la temporada 2009 |
| Equador 3 equips               |  | Deportivo Quito Deportivo Cuenca Emelec                                     |  | Campió del Campeonato Ecuatoriano de Fútbol 2009 2n lloc en el Campeonato Ecuatoriano de Fútbol 2009 3r lloc en el Campeonato Ecuatoriano de Fútbol 2009                                                                            |
| Mèxic 3+2 convidats (CONCACAF) |  | Morelia Monterrey Tecos CD Guadalajara San Luis FC                          |  | Campió de la fase regular de l'Torneig Apertura 2009 Guanyador del Torneig InterLiga 2010 2n lloc del Torneig InterLiga 2010 Invitació especial                                                                                     |
| Paraguai 3 equips              |  | Cerro Porteño Club Nacional Libertad                                        |  | Campió del Torneig Apertura 2009 Campió del Torneig Clausura 2009 Major puntuatge acumulat de la temporada 2009 |
| Perú 3 equips                  |  | Universitario Alianza Lima Juan Aurich                                      |  | Campió del Torneig Apertura 2009 Campió del Torneig Clausura 2009 Major puntuatge acumulat de la temnporada 2009 |
| Uruguai 3 equips               |  | Nacional Cerro Racing Montevideo                                            |  | Campió de la Temporada 2008/2009 Guanyador de la Liguilla Pre-Libertadores 2009 2n lloc de la Liguilla Pre-Libertadores 2009 |
| Veneçuela 3 equips             |  | Caracas FC Deportivo Italia Deportivo Táchira                               |  | Campió de la temporada 2008/2009 Subcampió de la temporada 2008/2009 3r lloc de la temporada 2008/2009 |

## Primera fase
| Data        | Equip local       | Resultat | Equip visitant    |
| ----------- | ----------------- | -------- | ----------------- |
| 26 de gener | Deportivo Táchira | 1-0      | Libertad          |
| 2 de febrer | Libertad          | 3-1      | Deportivo Táchira |

| Data        | Equip local | Resultat | Equip visitant |
| ----------- | ----------- | -------- | -------------- |
| 27 de gener | Juan Aurich | 2-0      | Tecos          |
| 3 de febrer | Tecos       | 1-2      | Juan Aurich    |

| Data        | Equip local          | Resultat    | Equip visitant       |
| ----------- | -------------------- | ----------- | -------------------- |
| 26 de gener | Colón                | 3-2         | Universidad Católica |
| 9 de febrer | Universidad Católica | 3-2 (p:5-3) | Colón                |

| Data        | Equip local | Resultat | Equip visitant |
| ----------- | ----------- | -------- | -------------- |
| 27 de gener | Real Potosí | 1-1      | Cruzeiro       |
| 3 de febrer | Cruzeiro    | 7-0      | Real Potosí    |

| Data         | Equip local       | Resultat | Equip visitant    |
| ------------ | ----------------- | -------- | ----------------- |
| 27 de gener  | Newell's Old Boys | 0-0      | Emelec            |
| 10 de febrer | Emelec            | 2-1      | Newell's Old Boys |

| Data        | Equip local       | Resultat | Equip visitant    |
| ----------- | ----------------- | -------- | ----------------- |
| 28 de gener | Junior            | 2-2      | Racing Montevideo |
| 4 de febrer | Racing Montevideo | 2-0      | Junior            |

## Segona fase

### Grup 1
| Equip             | Pts | PJ | PG | PE | PP | GF | GC | DG |
| ----------------- | --- | -- | -- | -- | -- | -- | -- | -- |
| Corinthians       | 16  | 6  | 5  | 1  | 0  | 9  | 3  | +6 |
| Racing Montevideo | 8   | 6  | 2  | 2  | 2  | 4  | 5  | -1 |
| Ind. Medellín     | 6   | 6  | 1  | 3  | 2  | 3  | 4  | -1 |
| Cerro Porteño     | 3   | 6  | 0  | 2  | 4  | 3  | 7  | -4 |

### Grup 2
| Equip         | Pts | PJ | PG | PE | PP | GF | GC | DG |
| ------------- | --- | -- | -- | -- | -- | -- | -- | -- |
| São Paulo     | 13  | 6  | 4  | 1  | 1  | 9  | 2  | +7 |
| Once Caldas   | 11  | 6  | 3  | 2  | 1  | 8  | 5  | +3 |
| Monterrey     | 6   | 6  | 1  | 3  | 2  | 5  | 8  | -3 |
| Club Nacional | 3   | 6  | 1  | 0  | 5  | 3  | 10 | -7 |

### Grup 3
| Equip        | Pts | PJ | PG | PE | PP | GF | GC | DG |
| ------------ | --- | -- | -- | -- | -- | -- | -- | -- |
| Estudiantes  | 13  | 6  | 4  | 1  | 1  | 11 | 5  | +6 |
| Alianza Lima | 12  | 6  | 4  | 0  | 2  | 12 | 7  | +5 |
| Juan Aurich  | 6   | 6  | 2  | 0  | 4  | 7  | 13 | -6 |
| Club Bolívar | 4   | 6  | 1  | 1  | 4  | 3  | 8  | -5 |

### Grup 4
| Equip         | Pts | PJ | PG | PE | PP | GF | GC | DG  |
| ------------- | --- | -- | -- | -- | -- | -- | -- | --- |
| Libertad      | 12  | 6  | 3  | 3  | 0  | 10 | 3  | +7  |
| Universitario | 10  | 6  | 2  | 4  | 0  | 5  | 2  | +3  |
| Lanús         | 8   | 6  | 2  | 2  | 2  | 6  | 6  | +0  |
| Blooming      | 1   | 6  | 0  | 1  | 5  | 3  | 13 | -10 |

### Grup 5
| Equip           | Pts | PJ | PG | PE | PP | GF | GC | DG |
| --------------- | --- | -- | -- | -- | -- | -- | -- | -- |
| Internacional   | 12  | 6  | 3  | 3  | 0  | 8  | 2  | +6 |
| Deportivo Quito | 10  | 6  | 3  | 1  | 2  | 5  | 7  | -2 |
| Cerro           | 8   | 6  | 2  | 2  | 2  | 5  | 5  | +0 |
| Emelec          | 2   | 6  | 0  | 2  | 4  | 2  | 6  | -4 |

### Grup 6
| Equip            | Pts | PJ | PG | PE | PP | GF | GC | DG |
| ---------------- | --- | -- | -- | -- | -- | -- | -- | -- |
| Nacional         | 12  | 6  | 3  | 3  | 0  | 9  | 4  | +5 |
| Banfield         | 11  | 6  | 3  | 2  | 1  | 13 | 8  | +5 |
| Morelia          | 5   | 6  | 1  | 2  | 2  | 4  | 8  | -4 |
| Deportivo Cuenca | 4   | 6  | 1  | 1  | 3  | 7  | 13 | -6 |

### Grup 7
| Equip            | Pts | PJ | PG | PE | PP | GF | GC | DG |
| ---------------- | --- | -- | -- | -- | -- | -- | -- | -- |
| Vélez Sársfield  | 13  | 6  | 4  | 1  | 1  | 10 | 5  | +5 |
| Cruzeiro         | 11  | 6  | 3  | 2  | 1  | 12 | 6  | +6 |
| Colo-Colo        | 8   | 6  | 2  | 2  | 2  | 8  | 10 | -2 |
| Deportivo Italia | 1   | 6  | 0  | 1  | 5  | 4  | 13 | -9 |

### Grup 8
| Equip                | Pts | PJ | PG | PE | PP | GF | GC | DG |
| -------------------- | --- | -- | -- | -- | -- | -- | -- | -- |
| Universidad de Chile | 12  | 6  | 3  | 3  | 0  | 10 | 6  | +4 |
| Flamengo             | 10  | 6  | 3  | 1  | 2  | 11 | 9  | +2 |
| Universidad Católica | 7   | 6  | 1  | 4  | 1  | 5  | 5  | +0 |
| Caracas              | 2   | 6  | 0  | 2  | 4  | 5  | 11 | -6 |

## Vuitens de final
28, 29 i 30 d'abril i 4, 5, 6 i 7 de maig de 2010.
| Partit | Equip 1        | Resultat global | Equip 2              | Resultat anada | Resultat tornada |
| ------ | -------------- | --------------- | -------------------- | -------------- | ---------------- |
| 1      | San Luis FC    | 1:4             | Estudiantes          | 0:1            | 1:3              |
| 2      | CD Guadalajara | 3:2             | Vélez Sársfield      | 3:0            | 0:2              |
| 3      | Universitario  | 0:0 p(1:3)      | São Paulo            | 0:0            | 0:0              |
| 4      | Banfield       | 3:3             | Internacional        | 3:1            | 0:2              |
| 5      | Flamengo       | 2:2             | Corinthians          | 1:0            | 1:2              |
| 6      | Cruzeiro       | 6:1             | Nacional             | 3:1            | 3:0              |
| 7      | Alianza Lima   | 2:3             | Universidad de Chile | 0:1            | 2:2              |
| 8      | Once Caldas    | 1:2             | Libertad             | 0:0            | 1:2              |

## Quarts de final
12, 13 i 14 de maig i 19, 20 i 21 de maig de 2010.
| Partit | Equip 1        | Resultat global | Equip 2              | Resultat anada | Resultat tornada |
| ------ | -------------- | --------------- | -------------------- | -------------- | ---------------- |
| 1      | CD Guadalajara | 3:2             | Libertad             | 3:0            | 0:2              |
| 2      | Flamengo       | 4:4             | Universidad de Chile | 2:3            | 2:1              |
| 3      | Cruzeiro       | 0:4             | São Paulo            | 0:2            | 0:2              |
| 4      | Internacional  | 2:2             | Estudiantes          | 1:0            | 1:2              |

## Semifinals
27 de juliol i 3 d'agost de 2010.
| Partit | Equip 1        | Resultat global | Equip 2              | Resultat anada | Resultat tornada |
| ------ | -------------- | --------------- | -------------------- | -------------- | ---------------- |
| 1      | CD Guadalajara | 3:1             | Universidad de Chile | 1:1            | 2:0              |
| 2      | Internacional  | 2:2             | São Paulo            | 1:0            | 1:2              |

## Final
11 d'agost i 18 d'agost de 2010.
| Partit | Equip 1        | Resultat global | Equip 2       | Resultat anada | Resultat tornada |
| ------ | -------------- | --------------- | ------------- | -------------- | ---------------- |
| F      | CD Guadalajara | 3:5             | Internacional | 1:2            | 2:3              |